# Antoni Konrad
Antoni Konrad pseud. Fiodor (ur. 5 czerwca 1908 w Dąbrowie Górniczej, zm. 22 grudnia 1980 tamże) – polski działacz komunistyczny.
Skończył 5 klas szkoły podstawowej, po czym pracował w biedaszybach i jako robotnik rolny na Pomorzu, a od 1925 do 1948 w Hucie Bankowej w Dąbrowie Górniczej. W 1925 wstąpił do Związku Młodzieży Komunistycznej (ZMK, następnie KZMP), członek Komitetu Dzielnicowego (KD) ZMK, w latach 1926-1929 działacz PPS-Lewicy, od 1932 członek KD KPP. Aktywista Związku Robotników Przemysłu Metalowego w Polsce, w czerwcu 1928 delegat z Zagłębia na Zjazd Zrzeszenia Wolnych Związków Zawodowych w Katowicach, w latach 1936-1937 brał udział w walkach ulicznych z organizacjami chadeckimi i dawnej PPS-Frakcji Rewolucyjnej, za co został aresztowany i skazany na 10 miesięcy więzienia. Od 1943 członek PPR, w latach 1946-1948 był kolejno II i I sekretarzem Komitetu Miejskiego (KM) PPR w Dąbrowie Górniczej i od kwietnia 1946 członkiem Miejskiej Rady Narodowej (MRN), od 8 stycznia do 25 sierpnia 1948 na kursie Centralnej Szkoły PPR w Łodzi, następnie instruktor Wydziału Organizacyjnego KM PZPR w Katowicach. I sekretarz Komitetu Zakładowego (KZ) huty "Baildon", później huty "Ferrum". Jako delegat brał udział w I (grudzień 1948) i III (marzec 1959) Zjeździe PZPR, od 1971 na emeryturze. Był odznaczony m.in. Orderem Sztandaru Pracy II klasy i Krzyżem Oficerskim Orderu Odrodzenia Polski.